# Соледад-Ацомпа
Соледад-Ацомпа (исп. Soledad Atzompa) — населённый пункт и муниципалитет в Мексике, входит в штат Веракрус. Население — 757 человек.